# پائولینا کرومبیگل
پائولینا کرومبیگل (انگلیسی: Paulina Krumbiegel؛ زادهٔ ۲۷ اکتبر ۲۰۰۰) بازیکن فوتبال اهل آلمان است.
وی همچنین در تیم‌های ملی فوتبال Germany women's national under-16 football team, Germany women's national under-17 football team, Germany women's national under-19 football team، و زنان آلمان بازی کرده‌است.